# Gastón Castro
Gastón Edmundo Castro Makuc (Chile, 23 de agosto de 1943) es un exárbitro de fútbol chileno con categoría FIFA.
Dirigió partidos de todos los torneos organizados por la CONMEBOL y algunos correspondientes a la  Copa Mundial de Fútbol de 1982 de la FIFA.
Está encargado del área de la docencia en la Comisión de Arbitraje de fútbol de Chile y es director de la carrera de árbitro de fútbol del Instituto Nacional del Fútbol (INAF).